# Idrissa Mandiang
Idrissa Mandiang Soumaré, plus communément appelé Idris, né le 27 décembre 1984 à Dakar au Sénégal, est un footballeur sénégalais qui évolue actuellement à Boavista au poste de milieu relayeur.

## Carrière
Né à Dakar, Idris se tourne vers le football professionnel relativement tard, à l'âge de 20 ans. Il commence dans les divisions inférieures espagnoles au club de Bellavista Milan en 2005. En 2008, il signe un échelon au-dessus, dans le club de Granollers. 
Après une demi-saison dans le club catalan, il décide de tenter sa chance au Portugal, et représente alors le club amateur de Águeda.
Idris rejoint la saison suivante Sertanense en Segunda Divisão (D3). La première saison, il aide son club à se maintenir, puis il termine cinquième du championnat la saison suivante.
Ses performances avec Sertanense entraînent l'intérêt de nombreux clubs de Segunda Liga (D2). Idris décide alors de signer au Sporting Covilhã.
Pour sa première saison en Segunda Liga, Idris joue 17 matchs et inscrit son premier but comme footballeur professionnel le 18 décembre 2011 contre Penafiel. Seul but du match, Idris permet la victoire des siens. En 2012, Idris signe au FC Arouca. Sa saison à Arouca est brillante, il prend de l'assurance et joue 35 matchs. Grâce à son travail au milieu de terrain le club atteint les quarts de finale de la Coupe du Portugal et accède pour la première fois de son histoire en Primeira Liga (D1).
Malgré la promotion d'Arouca au premier échelon du championnat portugais, Idris décide de rester en Segunda Liga et signe pour un an en 2013 avec le club relégué de Moreirense FC. Il inscrit avec Moreirense 1 but en 23 matchs, permettant encore une fois au club l'employant d'accéder en Primeira Liga.
Le club de Boavista réintègre l'échelon supérieur en 2014. Armando Teixeira, entraîneur du club, pense qu'Idris peut exprimer son talent en Primeira Liga. Le joueur sénégalais signe alors dans le club aux damiers, et participe au grand projet de retour de l'équipe de Boavista parmi l'élite. Il fait ses débuts en première division lors de la première journée de championnat, par une défaite 0-3 contre Braga.
Le 3 mai 2015, il inscrit deux buts contre son ancien club de Moreirense, lors d'un match gagné 3-1 à domicile par  Boavista. Cette victoire permet au club de garantir son maintien en Primeira Liga à trois journées de la fin du championnat.

## Palmarès
- Champion du Portugal de D2 en 2014 avec le Moreirense FC